# Ед і Лоррейн Воррен
Едвард Воррен Майні (англ. Edward Warren Miney, 7 вересня 1926 — 23 серпня 2006) і Лоррейн Ріта Воррен (англ. Lorraine Rita Warren), до шлюбу Морен (англ. Moran, 31 січня 1927 — 18 квітня 2019) — американські дослідники паранормальних явищ, відомі своїми описами контактів з привидами. Едвард був демонологом-самоуком, письменником і лектором. Лоррейн стверджувала, що вона ясновидиця і медіум.
В 1952 році пара заснувала Товариство психічних досліджень Нової Англії (NESPR), найстарішу спілку мисливців за привидами в Новій Англії. Воррени написали багато книг про паранормальні явища та власні розслідування різноманітних повідомлень про паранормальні активності. Пара стверджує, що протягом своєї кар'єри дослідили близько 10 тисяч таких випадків. Воррени були одними з перших дослідників привидів у Амітивіллі. Згідно з Ворренами, офіційним сайтом NESPR та декількома іншими джерелами, NESPR використовує велику кількість осіб, зокрема лікарів, дослідників, офіцерів поліції, медсестер, студентів та представників духовенства у своїх розслідуваннях.
Історії про полювання на привидів, популяризовані Ворренами, лягли в основу або надихнули на створення великої кількості художніх і документальних фільмів та телесеріалів, зокрема серію фільмів Жах Амітивілля та Закляття.
Американські скептики Перрі ДеАнджеліс і Стівен Новелла, оцінюючи докази Ворренів, описують їх як «улесливі» (англ. blarney). Дослідники паранормальних явищ Джо Ніккел і Бенджамін Редфорд дійшли до висновку, що найвідоміші випадки контакту з привидами в Амітивіллі і Коннектикуті ніколи не траплялись і були вигадані.

## Відомі розслідування

### Анабель
Як стверджують Воррени, 1968 року дві співмешканки заявили, що в їхню ляльку Реґґеді Енн вселився дух дівчинки під ім'ям Анабель Хіггінс. Оглянувши ляльку, Воррени повідомили, що нею маніпулюють потойбічні сили і помістили її в свій сімейний «Музей окультизму». Легенда про ляльку надихнула на створення декількох фільмів з серії «Закляття» і стала мотивом для багатьох інших.

### Сім'я Перрон
В 1971 році Воррени заявили, що дім сім'ї Перронів в місті Гаррісвілл (Род-Айленд) був атакований відьмою, яка жила там на початку XIX століття. Згідно з теорією Ворренів, Батшеба Шерман прокляла цю землю, внаслідок чого будь-хто, хто там оселявся помирав жахливою смертю. Ця історія лягла в основу фільму «Закляття» 2013 року. Лоррейн Воррен брала участь в зйомках в ролі консультанта і також з'явилась у фільмі в ролі камео. Репортер газети USA Today описав події, що виступили фактичною основою фільму.

### Амітивілль
Одним з найвідоміших розслідувань Ворренів став випадок 1975 року, відомий як «Жах Амітивілля». Пара з Нью-Йорка Джордж і Кеті Латс заявили, що їм не дають спокою жорстокі демонічні сили. Їхня присутність в сімейному домі стала настільки сильною, що змусила пару його покинути. Автори книги «Змова Жаху Амітивілля» Стівен і Роксанна Каплен охарактеризували цей випадок, як «містифікація». Лоррейн Воррен заявила репортеру газети «The Express-Times», що випадок не був містифікацією. Історія лягла в основу книги 1977 року «Жах Амітивілля» і заснованих на ній фільмів жахів 1979 і 2005 років з ідентичною назвою, а також надихнула на подальше створення однойменного кіносеріалу (1979—2017). Версія подій, описана Ворренами згадується у фільмі «Закляття 2» (2016). За твердженнями Бенджаміна Редфорда, ця історія «спростовується очевидцями, слідством та судово-медичними доказами». В 1979 році юрист Вільям Вебер заявив, що він, Джей Енсон, та мешканці вигадали цю історію жахів «після багатьох пляшок вина».

### Полтергейст з Енфілда
В 1977 році Воррени розслідували справу в Енфілді (північна околиця Лондона), де одна з сімей страждала від переслідування полтергейстом. У той час як деякі незалежні спостерігачі охарактеризували цей інцидент, як містифікацію від дітей «що прагнуть привернути до себе більше уваги», Воррени були впевнені, що справа полягала в «одержимості демонами». Історія надихнула на створення фільму Закляття 2, хоча критики відмічають, що справжня роль Ворренів в інциденті була «набагато менша ніж зображено у фільмі», і що, ніби-то, Воррени з'явились до сім'ї без запрошення і їх не впустили до будинку.
Парапсихолог Ліон Плейфер, що досліджував випадок в Ендфілді разом з Морісом Гроссом також стверджує, що у фільмі роль Ворренів в розслідуванні значно перебільшена. В 2016 році він зазначив, що вони «з'явилися один раз» і Ед Воррен сказав йому: «з цього [випадку] можна отримати багато грошей». Плейфер підтвердив твердження, що Ворренів «не запрошували» до будинку в Енфілді і «доки не прийшов Воррен, ніхто в родині ніколи не чув про них».

### Арне Джонсон
В 1981 році Арне Джонсона було звинувачено у вбивстві свого орендодавця Алана Боно. Ед і Лоррейн були запрошені в будинок ще до вбивства, щоб допомогти впоратись з одержимістю демоном у молодшого брата нареченої містера Джонсона. Після вбивства Воррени заявили, що містер Джонсон також був одержимим. В суді Джонсон просив виправдувальний вирок у зв'язку зі своєю демонічною одержимістю, але безуспішно. Інцидент було описано в 1983 році в книзі Джеральда Бріттла «Диявол в Коннектикуті». Історія також надихнула на створення фільму жахів Закляття 3: За велінням диявола (2021)

### Будинок Снедекерів
В 1986 році Ед і Лоррейн відвідавши будинок сім'ї Снедереків у Саутінгтоні (Коннектикут), в якому колись розміщувалась похоронна контора, заявили, що в ньому присутні демони. Випадок був описаний у книзі 1993 року «In a Dark Place: The Story of a True Haunting» і ліг в основу телефільму 2002 року з серії «A Haunting» на телеканалі Discovery. В 2009 році вийшов фільм «Привиди в Коннектикуті», де у дуже вільній формі переповідалась версія подій Ворренів. Письменник в жанрі жахів Рей Гартон, який описував події в будинку сім'ї Снедекерів, пізніше поставив під сумнів правдивість розповідей, що містяться в його книзі, зазначивши: «Та сім'я через серйозні проблеми з алкоголем і наркотиками не змогла викласти свою історію прямо. Я був розчарований — важко писати науково-популярну книгу, коли всі причетні до історії люди розповідають тобі різні версії». Досліднику паранормальних явищ Бенджаміну Редфорду Гартон так описував Лоррейн: «Якби вона сказала мені, що завтра зранку зійде сонце, я б послухав інші версії».

### Сім'я Смерл
Жители Пенсільванії Джек і Жанет Смерли повідомили, що в їхньому будинку відбуваються різноманітні надприродні феномени, включно зі звуками, запахами та видіннями. Дослідивши це місце в 1986 році, Воррени констатували, що дім став пристанищем для трьох духів, а також демона, який, ймовірно, здійснював сексуальне насильство щодо Джека і Жанет. Версія подій Смерлів лягла в основу книжки 1986 року під назвою «The Haunted» і телефільму 1991 року з такою ж назвою.

### Кладовище Юніон
В книзі Еда Воррена «Graveyard: True Hauntings from an Old New England Cemetery» 1992 року він описує випадок, як йому довелось побачити на кладовищі Юніон Білу Пані, одягнуту в білу сорочку і чепець. Він також стверджує, що йому вдалось «зафіксувати її присутність» на плівку.

## Критика
В 1997 році наукові скептики Стівен Новелла і Перрі ДеАнджеліс, що досліджували справи Ворренів в рамках роботи у Товаристві скептиків Нової Англії (NESPR), дали інтерв'ю для газети «Коннектикут Пост». Вони охарактеризували пару, як милих людей, але їхні заяви про демонів і привидів «у кращому разі — безглуздим страханням про привидів, в гіршому — небезпечним шахрайством». Дослідники придбали 12-доларовий квиток і оглянули всі докази існування привидів і духів, які були у Ворренів, подивились відеозаписи та перевірили їхні найкращі підтвердження. Висновок розслідувачів звучав як «Це все надто надумано». У знімках, які їм надали Воррени, вони не помітили нічого потойбічного, лише проблеми, пов'язані з неправильною роботою спалаху. «Вони розповіли … купу небилиць про докази, яких в них більше немає… Вони не проводили достатніх наукових досліджень; у них є заздалегідь визначене пояснення, якого вони дотримуються, в прямому і релігійному сенсі», — зазначає Новелла.
В статті газети «Сідней морнінг геральд», де досліджувалось, чи фільми про надприродне дійсно засновані на реальних подіях, це розслідування використовувалось, щоб довести зворотнє. В статті процитовано слова Новелли: «Вони [Воррени] стверджували, що мають наукові докази, які насправді доводять існування привидів. Це звучало як річ, яку можна перевірити і ми вчепились в неї своїми допитливими зубами. Те, що ми виявили — дуже приємна пара, справді щирі люди, але абсолютно ніяких переконливих доказів…». В той час як і ДеАнджеліс, і Новелла стверджували, що не вважають, що Воррени хотіли комусь нашкодити, вони застерігали, що твердження подібні до тверджень Ворренів спантеличують та вводять в оману суспільство щодо легітимності наукового підходу.